# 末成映薫
末成 映薫（すえなり ゆみ、1947年〈昭和22年〉3月1日 - ）は、日本のお笑いタレント、コメディエンヌ、女優。本名および旧芸名は末成 由美（読み同じ）。吉本新喜劇の座員。山口県宇部市生まれの滋賀県大津市膳所育ち。吉本興業所属。後輩芸人からの呼び名は「ゆみ姉（ねえ）」。

## 来歴・人物
両親の疎開先の山口県宇部市で生まれ、4歳で滋賀県大津市膳所に戻った。比叡山高等学校卒業。7人兄弟。過去に結婚を2回経験しているが、現在は独身である。
特徴は四角い顔に吊り目。
未知やすえから当時付き合っていた内場勝則の恋愛相談を受けたり、サプライズで山田花子と一緒に内場夫妻の婚前旅行に同行したこともある。当時若手だった五十嵐サキが新喜劇を退団しようとした時に、それを察知して自身の自宅に招き、涙を流して辞めないように説得したりと後輩思いの一面を持っている。
料理がかなり得意で、オリジナルのレシピも持っている。折に触れ、後輩芸人を自宅に招いて手作りの料理の腕を披露している。
2020年1月1日、もっと運勢がよくなるという理由で、芸名を「末成由美（すえなりゆみ）」から「末成映薫（すえなりゆみ）」に改名。

## 芸歴
高校卒業後、クラブ歌手などを経て殺陣師の的場達雄主催の的場剣友会に入門。厚生年金会館で初舞台。松竹新喜劇志望であったが吉本興業からの誘いで、1973年2月に吉本新喜劇入団。生来の負けず嫌いの性格から、端役でも観客の印象に残るような演技やギャグを築き、喜劇女優として成長していった。近年の新喜劇では悪役を演じることが多く、女社長役（隣の大店役、お見合い相手役、ヤクザの女組長役など）や店の夫婦役が中心である。「台詞が10あるとしたら、そのすべてに自分の感情を入れる」（本人談、主旨）ことをポリシーにしている。
5歳の時から日本舞踊をたしなんでおり、音羽菊嬉美の芸名を持つ。18歳の時に名取をとり舞踊家としての夢を持つが、舞踊家としての生活が見えず22歳で諦める。それから家の仕事を手伝いながら歌を習う。歌の先生と的場達雄が友達で、殺陣も習うことになり、的場のレコードキャンペーンについて回ったりしていた。また、シャンソン歌手としての顔も持つ。
『ジャイケルマクソン』ではインリン・オブ・ジョイトイと見分けのつかない美脚を披露した。両者の顔を隠してインリンの脚がどちらかを当てるゲームだったが、フットボールアワーの後藤輝基は「この脚の人とやったら結婚してもええ」と言ってしまい、正解を発表したと同時に末成に追いかけられた。
『なるみ・岡村の過ぎるTV』では“下着がセクシー過ぎる師匠”として紹介された。この真相を吉本新喜劇の酒井藍が末成の自宅を取材。「師匠散歩」では彼氏がいる事を明らかにした。その自宅には20歳の頃にモノクロで撮影された自身のヌード写真が飾られていて、テレビ番組の自宅訪問ロケでもたびたび紹介されている。
2007年3月3日、なんばグランド花月にスペシャルゲストとして三田村邦彦を招待し、還暦記念公演を満員御礼で開催。数多くの観客から花束や祝い物を受け取るなど、大成功を収めた。

## 芸風
悪役もしくは敵役の際によく使用する円盤のようなカツラをかぶると、『千と千尋の神隠し』の湯婆婆に非常によく似る。この姿を見た辻本茂雄から「（電話を取って）もしもし!大変です!湯婆婆が現れました!」といじられたり、内場勝則から「円盤は外に止めてください」「もしもし、NASAですか？円盤が、円盤がぁ〜！」といじられることもあったり、すっちーからはピンク・レディーの「UFO」の伴奏を歌い始め、歌詞で「UFO」と言うところで、本人が「UFO!!」と叫びながらそのカツラを持ち上げる。その直後には「UFOの中に宇宙人おったで〜」と、ツッコミを入れたりもする。
なお、カツラについては、以前はもっぱら悪役もしくは敵役の際に使用されていたが、後に善人役でも被るようになり、現在では役回りに関わらずカツラを使用し、カツラ無しで出演することは極めて稀である。カツラを脱げば中條健一のような巻トサカヘアー。

## ギャグ
- 「インガスンガスン」（特に意味はないが、オールマイティに使えるギャグ。元々は吉田ヒロの持ちギャグだったが、楽屋で相談の上1万円で買い取った）
- 登場の際「ごめんやしておくれやしてごめんやっしゃー」または「ごめんやしておくれやしてごめんやっしぃー」[2]（同時に共演者がこける）

（突っ込まれて）「これ言わな湯婆婆（安室奈美恵・藤原紀香・松たか子・ちびまる子ちゃん・クレラップの女の子・加藤登紀子・上戸彩・黒柳徹子・パパイヤ鈴木・エビちゃん）に間違えられるねん」と言う。たまに「エビちゃんに間違えられるねん」と言うと「カニちゃんやろ」と再度突っ込まれる（「上戸彩」のときは「綾戸智恵やろ」と言われる）。
- 2度目の登場「こんにち、ハァ」（同時に共演者がこける）
- 「おだまらし〜やぃ」
- 「ラッ・ハーン」（特に意味はないらしい。「インガスンガスン」同様、吉田ヒロから購入）
- 驚いた時「へっ!」（内場勝則などが、「あのーすいません、ここら辺の酸素なくなりますんで」とツッコむ）
- 「んまぁ～、何ということをぬかしてけつかるんでございますか?」
- 「アホちぃ〜やう?」
- 恋人を呼ぶとき「○○ちーやん（○○チャン）」と納豆の糸のように粘っこく甘い口調で呼ぶ。
- 自己紹介する時：
（末成）「元ミス・ユニバースの末成と申します」
（共演者）「えっ、元（ミス）ユニットバス？」
（末成）「へっ！いえいえ、元ミス（強調）ユニバース」
（共演者）「ああ、失敗のミス？／顔がミス？」
（末成）「へっ！いえいえ、美を競うコンテストです」
（共演者）「えっ、病気を競う?」
（末成）「へっ!へっ!へっ!あ、ご一緒に（客席に呼びかける）」
（末成）「へっ!（共演者と観客も）いえいえ、美しさを競うコンテストです」
（共演者）「あ〜あ〜、そっちのほうですか」（鬱らしさを競うコンテストという下りもある）
（末成）「いえいえ、もう若いころですけどねぇフッフッフッフッハッヒッフッヘッホッ」（どこからか湧き上がるような笑い声）
- 退場時ガニマタで尻を突き出して退場し、「ケツ、ケツ、ケツ、ケツ!ケツ、頭、顔、全部!」とツッコまれる。
- 歌舞伎のノリを披露する。
- 悪役として登場し、改心する場面で「ハラワタが煮えくり返りました」と爆弾発言をし周囲から「『心に染み渡った』の間違いじゃないですか?」とツッコまれ「そうそう、それが言いたかったんです」とごまかす。
- 上記のギャグをいくつか連続でやった時には「仰山コケてアホチーノ」と言うこともある。

### 毒舌
あまりにストレート。中堅俳優に対して使う。
- （中條に対して）「それ以上抜け毛増えたらそんな頭出来へんようなるで」
- （島木のパチパチパンチに対して）「年々迫力なくなっていくがな、引っこんどき」「『パチパチ』やなくて『ペチペチ』いうとるやないの!」

## 出演

### テレビドラマ
- 暴れん坊将軍II 第143話「悲願! お小夜アイヤぶし」（1986年、テレビ朝日 / 東映） - おこう 役
- 夕焼けの松ちゃん浜ちゃん（1991年、朝日放送）
- 朝の連続テレビ小説 （NHK）
  - ええにょぼ（1993年）- 山中みね子 役
  - まんてん（2002年 - 2003年） - 真辺素子 役
  - カーネーション（2012年） - 鳥山 役
- ドラマ30 / ああ嫁姑 第9話「嫁姑超名探偵」（1999年、毎日放送）
- 水戸黄門 第28部「大人もビックリ! 天才少年」（2000年、TBS / C.A.L）- おはま 役
- 料理少年Kタロー（2001年、NHK教育テレビ） - 高野山ハツゑ 役
- ダイヤモンドの恋（2005年、NHK） - 野中勝代 役
- 科捜研の女（2008年） - 管理人 役
- 木曜ミステリー / 853〜刑事・加茂伸之介 第4話（2010年、テレビ朝日/東映） - アパートの大家 役
- 天王寺ブロードウェー（2010年、NHK）
- ピロートーク〜ベッドの思惑〜 第7話（2012年、関西テレビ） - 和田加代子 役
- ムショぼけ （2021年、朝日放送テレビ） - オカン 役
- BSプレミアムドラマ 拾われた男 Lost Man Found（2022年6月26日 - (予定)、NHK BSプレミアム・ディズニープラス） - 松戸晴子 役[3]

### オリジナルビデオ
- 難波金融伝ミナミの帝王22「男たちの過去」（2003年）

### バラエティ・情報番組
- お昼だドン!（1985年、テレビ東京系・テレビ大阪製作） - 木曜日司会

### ラジオ
- 末成由美のオコタコRadio（YES-fm）

### Music Video
- NMB48「君と出会って僕は変わった」(AKB48 34thシングル TypeN収録曲)

### その他
- 「由美とやすえのラッハーンで脳みそチューチューしちゃうぞ♡みたいなディナーショー」（ディナーショー：2013年 - ）